# Minh Le
Minh Le (født 27. juni 1977) er en vietnamesisk-canadisk computerspiludvikler, der sammen med Jess Cliffe står bag Counter Strike fra 1999.